# HD 167042 b
HD 167042 b는 용자리 방향으로 지구로부터 약 163광년 떨어진 곳에 있는 외계 행성이다. 최소 질량은 목성의 1.7배이지만 궤도경사각이 밝혀지지 않았기 때문에 실제 질량은 더 커질 확률이 높다. 여타 전형적인 외계 행성들과 마찬가지로 b 역시 항성으로부터 3천문단위 이내를 돌고 있으며 1회 공전에 2000일이 안 걸린다(약 5.5년). 구체적으로 b의 공전궤도는 1.3 천문단위 거리에서 형성되며 항성 1회 공전에 413일이 걸린다. 다만 궤도이심률은 작아서 3퍼센트에 불과하다.
2007년 9월 20일 존슨 연구진이 릭 천문대 망원경을 통해 발견했으며 같은 해 10월 22일 공식적으로 발표했다. 발견에는 시선 속도법이 사용되었다.

## 같이 보기
- HD 16175 b
- 북쪽왕관자리 카파 b

## 참고 문헌
- (영어) 존슨 연구진 (2008). “Retired A Stars and Their Companions. II. Jovian Planets Orbiting κ CrB and HD 167042” (요약). 《The Astrophysical Journal》 675 (1): 784–789. doi:10.1086/526453. [깨진 링크(과거 내용 찾기)] 웹 인쇄본